# Chulské údolí
Chulské údolí (hebrejsky: עמק החולה, Emek ha-Chula) je zemědělská oblast v severním Izraeli s velkými zásobami čerstvé vody. Je významným stanovištěm pro ptáky migrující podél Velké příkopové propadliny mezi Afrikou, Evropou a Asií.
Chulské jezero (biblické jezero Meróm) a přiléhající bažiny byly v 50. letech vysušeny ve snaze upravit životní prostředí pro potřeby zemědělství. Přestože tento počin měl zpočátku velký celonárodní přínos pro Izrael, s postupem času začalo být zřejmé, že užitky z přeměny „pustiny“ Chulského jezera a jeho bažin byly omezené. V několika minulých letech, po téměř 50 letech neúspěšného zápasu o využití zdrojů odvodněného údolí, nakonec izraelská vláda uznala, že úspěšný vývoj může nastat pouze za kompromisní situace mezi přírodou a rozvojem. Proto byla část bývalého jezera a bažin nedávno opětovně zaplavena v rámci pokusu o zabránění zhoršování kvality půdy a obnovení takřka vyhaslého ekosystému.

## Názvy
Chulské jezero bylo v minulosti známé pod různými názvy. Ve 14. století př. n. l. jezero Egypťané nazvali Samchuna, zatímco v Bibli je známé pod názvem Meróm. V 1. století n. l. jej historik Flavius zmiňuje jako Semechonitis, zatímco v Talmudu je zmíněno jako Jam Sumchi. Konečně, jezero je nazýváno arabsky Buhejrat el-chulel a hebrejsky Agam ha-chula, což vychází z aramejského Chulata nebo Ulata.
„Vody Merómu“ jsou někdy chybně uváděny ve vědecké literatuře, ačkoliv pojem odkazuje konkrétně k pramenům na západní straně údolí.

## Historie

### Pravěk a starověk
Jezero Chula přitahovalo lidskou pozornost od nepaměti. Poblíž mostu Bnot Ja'akov („Dcer Jákobových“) při jižním konci údolí byly nalezeny archeologické pozůstatky z paleolitického období. První stálé osídlení, Enam (Mallaha), se datuje 9–10 tisíc let zpět.
Chulské údolí bylo hlavní křižovatkou důležitých obchodních cest spojující velká centra obchodu v Damašku s východním středomořským pobřežím a Egyptem. V době bronzové, přibližně před 4 tisíci lety, byla na klíčových místech této cesty vybudována města Chacor a Laiš. Město Laiš bylo ke konci 13. století př. n. l. zničeno izraelitským kmenem Dan, který na jeho místech vybudoval nové město, které pojmenovali Dan a po 400 let pak Izraelité ovládali Chulské údolí, až do doby, kdy byli vyhnáni asyrskými armádami Tiglatpilesara III. Bible pak zmiňuje jezero Meróm jako místo vítězství Jozueho nad Kanaánci.
Během helénského, římského, byzantského a ranně arabského období (4. století př. n. l. až 8. století n. l.) bylo venkovské osídlení Chulského údolí nepřerušeno. Za Seleukovské říše pak bylo při pobřeží jezera postaveno město Seleucia Samulias.
Tradičními plodinami byla rýže (od počátku helénského období), bavlna a cukrová třtina (přinesená Araby po dobytí území v roce 636), čirok a kukuřice. V osmém století se začal chovat vodní buvol, který poskytoval mléko a sloužil jako soumar.

### Středověk a novověk

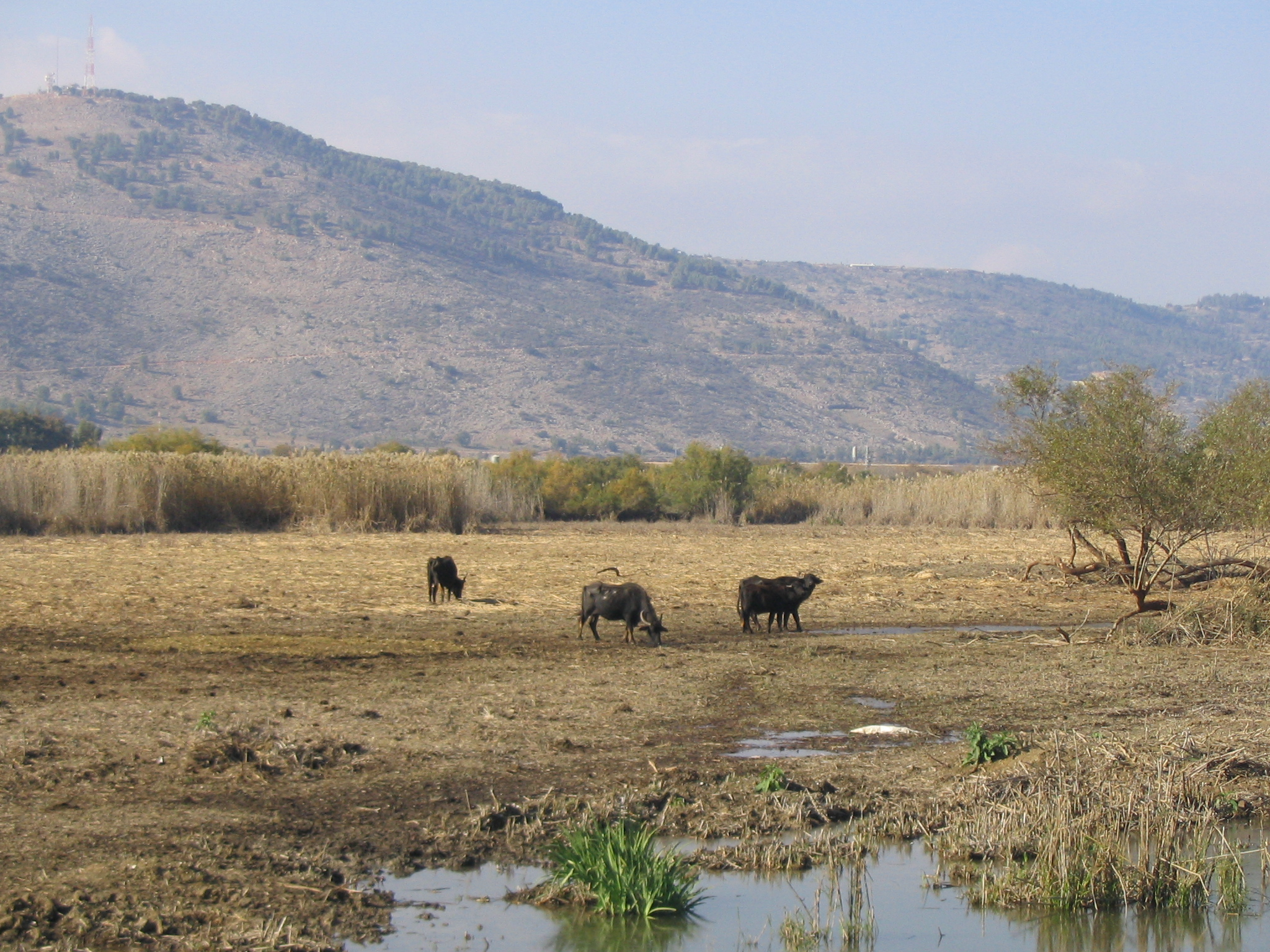
Bažiny (obývané mj. buvoly) zůstaly na některých místech v Chulském údolí dodnes

V důsledku křižáckých výprav a mamlúckého vpádu došlo k značnému vylidnění a zpustošení oblasti. Ke zlepšení došlo za osmanské vlády, vpád Napoleona (1799) a Ibrahima paši (1831–1840) však zapříčinil další zpustošení oblasti.
Mezi lety 1840–1940 se charakter oblasti příliš nezměnil. Třetina oblasti tvořila jezera a bažiny, další třetina půdy byla odvodňována jen velmi slabě, takže byla zarostlá vegetací s hlubokými kořeny. Jen poslední třetina půdy byla obdělávána felláhy. Mnohé oblasti Chulského údolí tak byly zcela neprůchozí a lidé zde žili asi jen v sedmi vesnicích. Dostatek vody a možnost kultivace půdy sice přitahoval množství imigrantů, populace v údolí však přesto nerostla zejména kvůli malárii, která zapříčiňovala vysokou úmrtnost.
První moderní židovské osídlení Chulského údolí, Jesud ha-Ma'ala, při západním pobřeží jezera, bylo založeno roku 1883 během první aliji, ve větší míře se však Židé v této oblasti usílovali až od roku 1940. Celkem se zde k roku 1948 nacházelo 12 židovských a 23 arabských osad. Po Válce o nezávislost v roce 1948 Arabové opustili údolí a uprchli do sousedních arabských zemí.
Před vysušením v 50. letech bylo Chulské jezero 5,3 km dlouhé a 4,4 km široké, rozkládající se na celkové ploše 12–14 km². V létě bylo hluboké zhruba 1,5 metrů a v zimě přibližně 3 metry. Kromě řeky Jordán ho živila i řada potoků a vádí stékajících sem z okolních hor. Například od západu sem z Horní Galileji přitékal Nachal Dišon.

## Geografie

### Topografie
Chulské údolí se nachází při severní části Velké příkopové propadliny, v nadmořské výšce 70 m n. m. a rozkládá se na ploše 177 km² (25 km dlouhý pás o šířce 6–8 km).
Na obou stranách údolí jsou strmé svahy; Golanské výšiny na východě a na západě se zvedají až do nadmořské výšky 400–900 m n. m. prudké svahy hor Naftali v Horní Galileji
Čedičové kopce, které se táhnou ve výšce 200 m n. m. podél jižní strany údolí zachytávají řeku Jordán jsou běžně zmiňovány jako jakási čedičová „zátka“, která omezuje odvodnění potoky do Galilejského jezera.

### Klima
Chulské údolí má středomořské klima s horkými suchými léty a studenými deštivými zimami, nicméně dva horské hřbety, které jej ohraničují způsobují extrémní sezónní a denní teplotní výkyvy.
Srážkový úhrn se liší v závislosti na místech údolí a výšce okolních kopců od 400 mm na jihu po 800 mm na severu údolí.
Více než 1500 mm srážek (většina ve formě sněhu), které spadnou v pohoří hory Hermon, živí podzemní potoky, včetně zdrojů Jordánu a všechny tyto vody protékají právě skrz údolí.
Režim větru odpovídá místním podmínkám a místy zde fouká silný severovýchodní vítr, známý v arabštině jako Šarkija.

## Vysušení jezera
Vysoušecí práce (melioraci), které prováděl Židovský národní fond (Jewish National Fund), začaly v roce 1951 a skončily v roce 1958. Byly dosaženy dvěma hlavními úkony: prohloubením a rozšířením řeky Jordán a dvěma nově vykopanými okrajovými kanály, které odklonily Jordán už na severu údolí.
Na jižní straně údolí uzavírala při výtoku řeky Jordán soutěska z tvrdších čedičových hornin. V rámci melioračních prací v 50. letech 20. století, kdy bylo Chulské jezero z velké části vysušeno, byla tato překážka zčásti odstraněna a přes bývalou soutěsku byl postaven most Pkak.
Díky hlasům vědcům a přírodovědců, kteří se proti projektu vysoušení stavěli, jelikož chápali bažiny jako ekologické bohatství, které musí být zachováno pro budoucí generace, bylo zachráněno malé území (3,5 km²) papyrusových bažin při jihozápadě území a roku 1963 bylo prohlášeno jako první izraelská chráněná přírodní rezervace.

## Jezero Agmon
V rámci programu rehabilitace údolí bylo v jižní části Chulského údolí, v oblasti která dříve sloužila jako přechod mezi Chulským jezerem a okolními bažinami, založeno jezero Agmon. Toto jezero je více mělké (zhruba 1 m) a menší než původní jezero. Má nepravidelný tvar a pokrývá oblast o rozloze zhruba 1 km². Uprostřed jezera bylo vybudováno několik menších ostrůvků, aby se zachovala hnízdní místa pro ptactvo.

## Fotogalerie

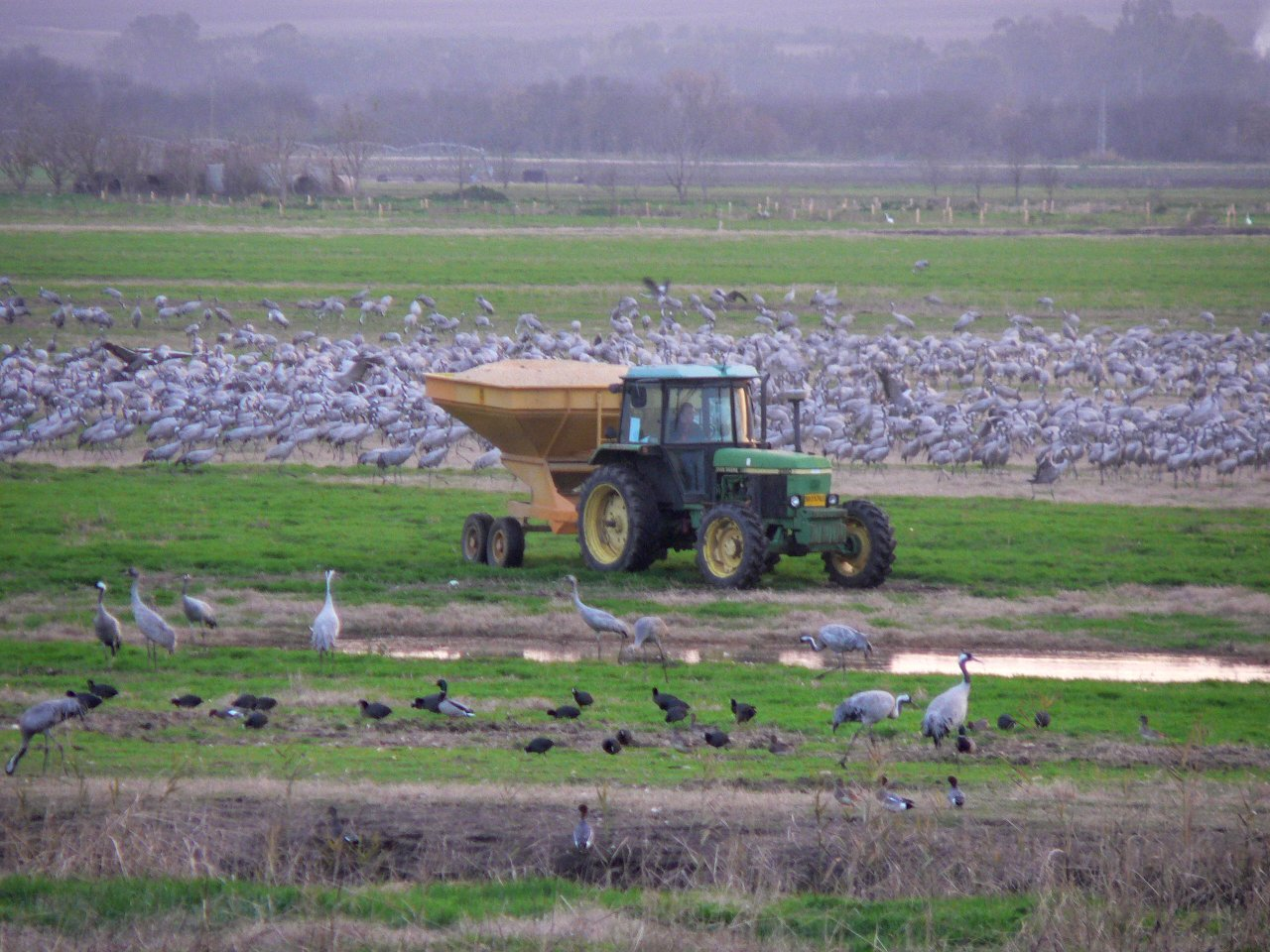
Velké hejno jeřába popelavého, s několika lyskami a divokými kachnami
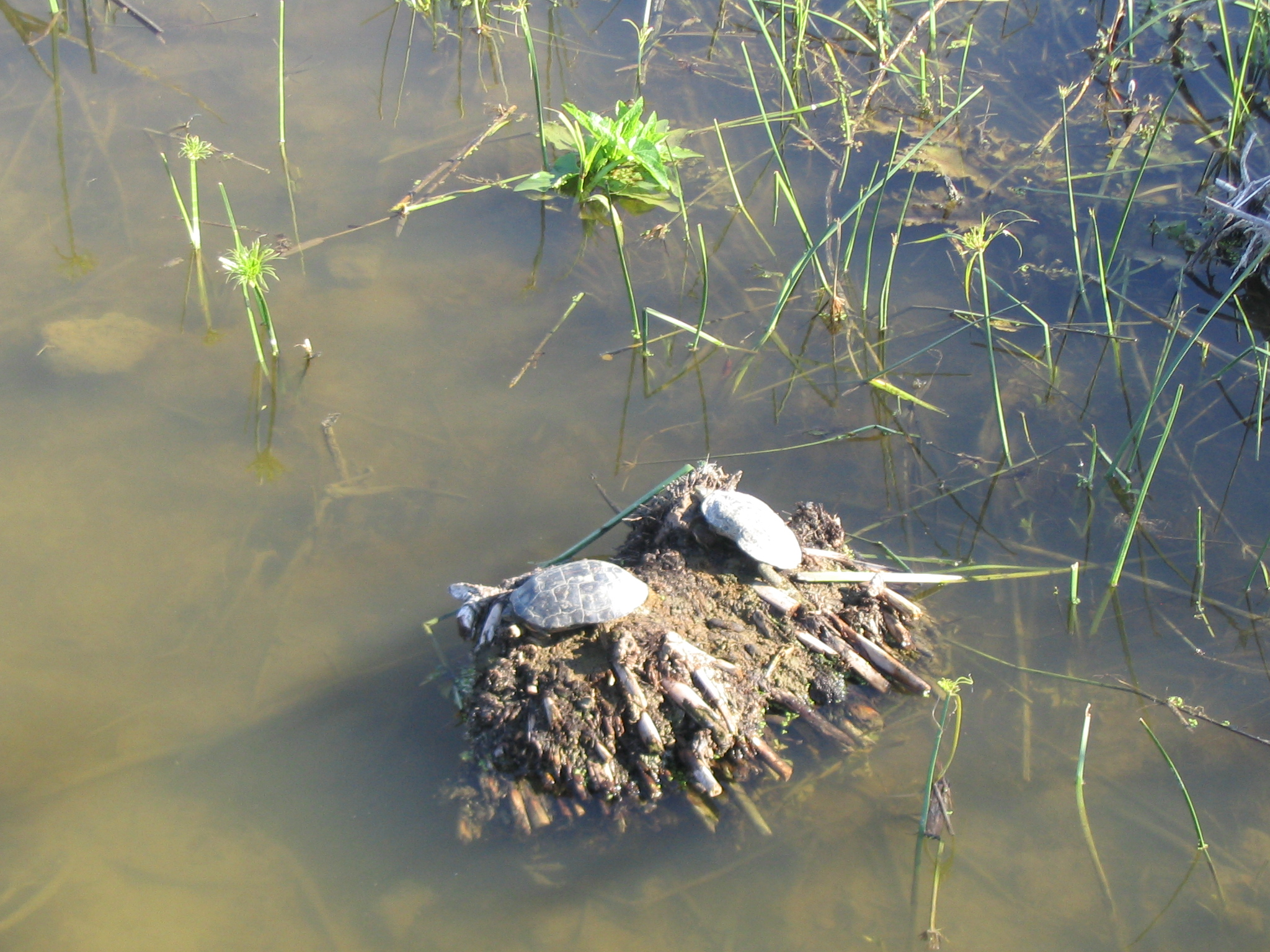
Želvy
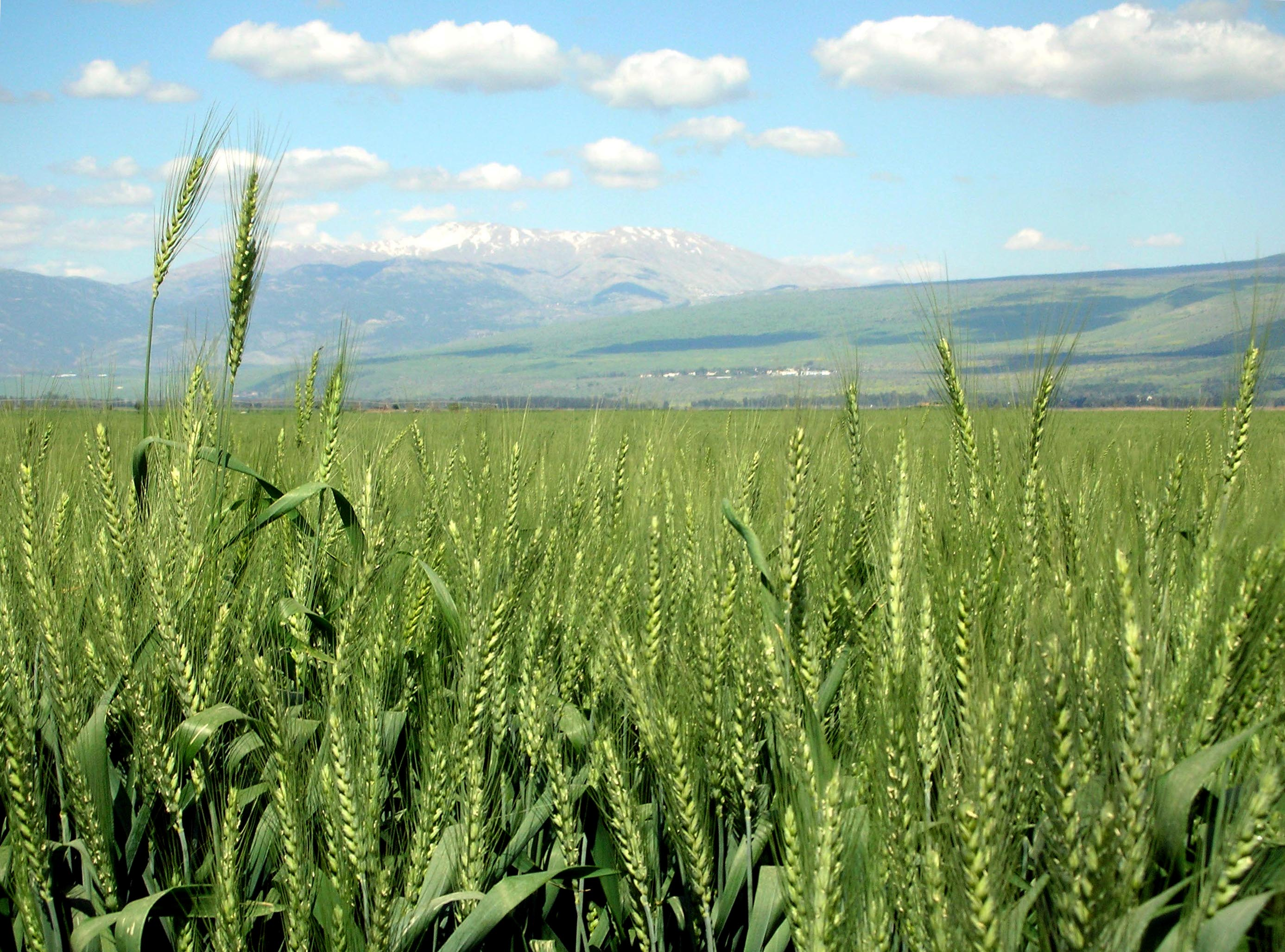
Pšenice v Chulském údolí, 2007